# Aurèlia Pijoan Querol
Pour les articles homonymes, voir Querol (homonymie).
Aurèlia Pijoan Querol, née à Castellserà en 1910 et morte en 1998 à Mexico, est une doctoresse, républicaine espagnole exilée.

## Biographie
Étudiante en médecine à l'Université de Barcelone et à l'Université de Valence, elle est diplômée en 1933.
Elle travaille à Lleida où elle se spécialise dans la production du vaccin contre la tuberculose.
Elle travaille sur sa thèse doctorale à l'Université de Madrid sur l'immunité du paludisme, mais le déclenchement de la guerre d'Espagne l'empêche de la présenter.
Pendant le conflit, elle exerce en tant que médecin à l'Hôpital Intercomarcal et dirige la maison de repos pour les combattants de la ville d'Espot.
Militante du Parti Socialiste Unifié de Catalogne (PSUC), avec ses sœurs Avelina et Palmira, elle rejoint la section féminine du PSUC de la région de Lérida. Elle est nommée secrétaire générale de l'Union des Femmes de Catalogne à Lleida, une organisation antifasciste fondée à Barcelone en 1937, dont la dirigeante est son amie la féministe Dolors Piera. Toutes deux sont des pionnières dans les droits des femmes en Catalogne.
Entre septembre et octobre 1937, elle est conseillère municipale de la mairie de Lérida, sous l'étiquette du PSUC. Durant la guerre, elle cherche à mobiliser les femmes pour la cause républicaine.
Elle doit s'exiler en France devant l'avancée des franquistes, puis rejoint la République Dominicaine en 1939.
Condamnée par l'Espagne franquiste, elle rejoint Cuba, puis s'exile définitivement au Mexique où elle continue son combat pour la Seconde république espagnole.

## Postérité
- Sa vie est commémorée aujourd'hui en Espagne[6].
- Un prix portant son nom est décerné par l'Université de Lleida[7].
- Une rue lui rend hommage dans sa commune natale de Castellserà[8].
- Une avenue est nommée en sa mémoire à Lérida[9].